# Il labirinto del silenzio
Il labirinto del silenzio (Im Labyrinth des Schweigens) è un film del 2014 diretto da Giulio Ricciarelli.
Il film è stato presentato in anteprima al Toronto International Film Festival ed è stato selezionato per rappresentare la Germania ai premi Oscar 2016 per il miglior film straniero, non entrando nella cinquina dei candidati.

## Trama
Francoforte sul Meno, Germania Ovest, 1958: dopo i tragici eventi della seconda guerra mondiale, nessuno vuol ricordare il periodo nazista.
Johann Radmann è un giovanissimo procuratore giudiziario della neonata Repubblica Federale Tedesca che, solitamente, è incaricato di risolvere casi di infrazioni stradali. Un giorno il giovane procuratore si imbatte in alcuni documenti portati dal giornalista Thomas Gnielka che aiuteranno a dare, successivamente, il via al processo contro il professor Schulz che ha prestato servizio ad Auschwitz e continua ad insegnare in un liceo della città, nonostante le disposizioni di legge vietino la presenza di ufficiali delle SS nell'amministrazione dello Stato.
Sul caso si solleva un notevole interesse e Radmann, con l'appoggio del procuratore generale Fritz Bauer, decide di espandere la ricerca indagando su tutte le persone che hanno prestato servizio come SS e hanno commesso crimini di guerra.
Durante una festa organizzata da Gnielka, Radmann ha l'occasione di conoscere varie persone che avranno un peso nella propria vita. Incontra Marlene Wondrak, un'ex imputata in un processo da lui svolto tempo prima, di cui si innamora, e Simon Kirsch, un sopravvissuto ebreo, il quale ha conservato in una valigia dei documenti riservati con i nomi di alcune SS che prestavano servizio ad Auschwitz. Radmann e Gnielka entrano in possesso di questi documenti all'insaputa di Simon Kirsch.
Per attribuire agli ex militari tedeschi la giusta sanzione, il giovane avvocato inizia ad interrogare gli ebrei sopravvissuti. Uno di essi è proprio Simon Kirsch che, titubante, racconta del medico delle SS Josef Mengele, detto anche “dottor morte”, il quale prestava servizio ad Auschwitz e aveva fatto delle piccole figlie di Simon le cavie per i suoi esperimenti. Dopo quel giorno Simon non fu più lo stesso e continuò per anni ad avere gli incubi tormentandosi per non essere riuscito a proteggere le figlie e per anni si è tenuto tutto dentro venendo consumato dal dolore e dalla tristezza.
Venuti a conoscenza dei fatti, Radmann e Gnielka iniziano a dargli la caccia. Durante la ricerca Radmann e Gnielka riescono a far arrestare alcuni degli ex ufficiali delle SS come Fritzsch, l'aiutante di campo di Rudolf Höß, primo comandante del campo di concentramento di Auschwitz, e Robert Mulka, suo aiutante. Radmann diviene determinato a stanare Mengele per farlo processare in Germania per fare giustizia per le sue vittime in particolare per le bambine di Simon. Tuttavia a causa della sua famiglia che protegge il figlio e dell'influenza degli amici potenti di cui dispone Mengele che lo proteggono tra cui i capi della polizia criminale Radmann non ha appoggi tranne dai suoi amici e il procuratore generale Bauer che per aiutarlo chiama il Mossad per arrestare Mengele e Eichmann in Argentina. Il Mossad riesce a catturare Eichmann ed estradarlo in Israele ma purtroppo Mengele riesce a fuggire. Radmann di conseguenza capisce che l'unico modo che ha per arrestare Mengele è quando è in Europa capendo che Mengele viaggia sotto falso nome. Grazie alla domestica della famiglia di Mengele che avendone abbastanza dell'indifferenza dei familiari di Mengele per averlo sempre protetto dalla legge pur sapendo dei suoi crimini terribili rivela a Radmann che Mengele è tornato in Germania ma che sta per lasciare il paese in aereo. Radmann tenta di raggiungerlo in aeroporto ma la macchina ha un guasto e Radmann tenta di raggiungere l'aeroporto per impedire a Mengele di fuggire ma è costretto a desistere realizzando che non sarebbe riuscito ad arrivare in tempo.
Mentre le indagini procedono con difficoltà, Radmann viene a sapere da sua madre che anche suo padre era un ufficiale del Partito Nazista. A ciò si aggiunge la notizia che Simon Kirsch è in ospedale e, insieme a Gnielka, gli fa una visita. Simon, che è in pessime condizioni di salute, chiede ai due amici di andare ad Auschwitz al proprio posto e recitare il Kaddish per le sue figlie morte, ma Radmann rifiuta per concentrarsi sul lavoro.
Dopo aver lasciato l'ospedale, Radmann ascolta la confessione di Gnielka, che da giovane era stato soldato nazista in forza ad Auschwitz; così litiga con lui. Tutte queste rivelazioni provocano nel giovane procuratore una forte crisi di coscienza che lo porta prima alla rottura del fidanzamento con Marlene e, in seguito, alla consegna delle proprie dimissioni dall'incarico che aveva intrapreso con grande determinazione ma che ora gli sembra inassolvibile per l'enorme e generalizzata quantità di responsabilità che gran parte del popolo tedesco sembra nascondere. Dopo un breve periodo di lavoro presso lo studio di un famoso avvocato di Francoforte, ben presto si rende conto che non può abbandonare l'indagine e si reca dal procuratore generale Fritz Bauer a ritirare le proprie dimissioni. Riprende di nuovo le indagini e decide di recitare il Kaddish per le figlie di Simon, riuscendo a chiarirsi con Gnielka davanti al campo di concentramento.
Ritornati a Francoforte Radmann Bauer e Gnielka sono pronti a processare tutti i nazisti arrestati e nel 1963 inizia il processo di Francoforte (o secondo processo di Auschwitz) che durerà fino al 1965. La maggior parte dei nazisti viene condannata all'ergastolo. Anche se Mengele non verrà mai arrestato, il karma lo punirà facendolo morire in Brasile annegato, mentre nuotava nell'oceano, vendicando così le figlie di Simon e tutte le sue vittime.